# Christusdorn (Euphorbia)
Der Christusdorn (Euphorbia milii) ist eine Art in der Gattung Wolfsmilch (Euphorbia) aus der Familie der Wolfsmilchgewächse (Euphorbiaceae). 
Unter diesem Namen wurden zahlreiche, oft mehrfach beschriebene oder nur vage abgegrenzte Formen zusammengefasst, die botanisch meist als Varietäten beschrieben worden sind. Hinzu kommen zahlreiche Kultivare, die als Gartenpflanzen weltweit gezüchtet und kultiviert werden, viele davon Hybride, oft Mehrfachhybride. Die gesamte Artengruppe wurde seit etwa 2020 grundlegend überarbeitet und dabei die sehr zahlreichen Varietäten entweder synonymisiert oder als neue Arten in den Artrang erhoben. Die Beschreibung in älteren Werken beruht auf überholten taxonomischen Konzepten und weicht daher von der gegenwärtigen Auffassung ab.

## Beschreibung
Euphorbia milii ist ein sukkulenter, dorniger und belaubter, reich verzweigter Strauch. Er erreicht Wuchshöhen bis etwa 1,5 Meter. Die paarig ansitzenden Dornen sind hart, gerade, rechtwinklig vom Zweig abstehend und erreichen etwa 15 Millimeter Länge. Die Zweige erreichen etwa einen Zentimeter Durchmesser, sie sind braun bis grau gefärbt. Die Blätter sind vielgestaltig, von verkehrteiförmig über lanzettlich bis spatelförmig, teilweise an derselben Pflanze weiter oben kürzere, fast dreieckige, sie sind am Apex stachelspitzig. Sie können bei etwa 10 Millimeter Breite eine Länge von 18 bis 30 Millimter erreichen, sind also länger (bis dreimal so lang) als die Stacheln. Ihre Oberseite ist dunkelgrün, die Unterseite heller.
Die Blütenstände sind nahezu endständig (subterminal) und zwei- bis dreimal verzweigt. Sie tragen die Cyathium genannten Teilblütenstände der Wolfsmilchgewächse, die wie Einzelblüten aussehen. Die auffälligen, paarig stehenden, blütenblattähnlichen Hochblätter (Cyatophyllen) sind leuchtend rot oder gelb gefärbt. Sie sind rundlich, breiter als lang, etwa 6 Millimeter lang und acht Millimeter breit, bis acht Millimeter lang und zehn Millimeter breit. Der Fruchtknoten ist fast sitzend (subsessil). Die Nektardrüsen sind orangegelb.
Wie alle Euphorbien enthält der Christusdorn einen giftigen und hautreizenden Milchsaft.
Die Chromosomenzahl beträgt 2n = 40.

## Verbreitung, und Gefährdung
Euphorbia milii ist auf Madagaskar verbreitet. Sie wächst in küstennahen Habitaten im Südwesten der Insel, in der ehemaligen Provinz Toliara, in Anosy.
Das Typusmaterial stammt aus der Umgebung von Tolagnaro, von hier auch weitere Funde. Früher galt die Art auf Madagaskar als weit verbreitet und auch im Landesinneren vorkommend. Dies bezieht sich auf die sehr ähnlichen, heute abgespaltenen Arten der Artengruppe.
Euphorbia milii steht auf der Roten Liste der IUCN und gilt als nicht gefährdet (Least Concern).

## Taxonomie und Systematik
Die Erstbeschreibung wurde 1826 von Charles des Moulins veröffentlicht. Das Artepitheton milii erinnert an Baron Pierre Bernard Milius (1773–1829), der französischer Gouverneur der Bourbon-Insel (jetzt Réunion) war. Dieser sandte 1821 drei Pflanzen der damals noch unbekannten Art an den Jardin botanique de Bordeaux.
Die taxonomische Geschichte der Art ist verwickelt. Die Erstbeschreibung durch Des Moulins wurde damals kaum beachtet und wurde vergessen. Zahlreiche spätere Botaniker beschrieben die sehr auffallenden Pflanzen der Artengruppe später neu, so Euphorbia splendens durch Wenceslas Bojer, Euphorbia bojeri durch William Jackson Hooker, Euphorbia hislopii durch Nicholas Edward Brown, Euphorbia breonii durch Louis Claude Noisette. Aufgrund der Verwirrungen um die Nomenklatur und die unklare Anwendung der zahlreichen Namen bevorzugten spätere Botaniker meist, neue Formen nicht mehr als Arten, sondern als Varietäten einer weit gefassten Art Euphorbia milii zu beschreiben. Die Abgrenzung und Umschreibung der Art wurde dadurch immer diffuser. Spätere Botaniker vergrößerten die Verwirrung, indem sie die alten Namen für neues Material ungleich der Erstbeschreibung heranzogen. 2000 legte der ghanaische Botaniker Leonard Eric Newton einen Neotypus fest, um den Namen zu fixieren. In detektivischer Kleinarbeit wurde die Herkunft von Des Moulins Typusmaterial aufgespürt, später durch den Vergleich des in aller Welt verstreuten Typusmaterials die Gültigkeit der übrigen Namen überprüft. In ihrer Neubearbeitung der Artengruppe 2021 unterscheiden Thomas Haevermans und Wilbert Hetterscheid nun überhaupt keine Varietäten mehr. Im Illustrated Handbook of Succulent Plants erkennt Susan Carter Holmes noch drei Varietäten an (neben der typischen Varietät die Varietäten E. milii var. bevilaniensis (Croizat) Ursch und E. milii var. imperatae Leandri ex J.-P. Castillon & J.-B. Castillon & Leandri), wobei sie der Aufassung der französischen Botaniker Castillon folgt. Diese werden von Havermans und Hetterscheid ebenfalls als Arten anerkannt. Dieser Auffassung folgen die meisten Botaniker.
Innerhalb der Gattung Euphorbia gehört sie mit mehr als 50 weiteren Arten zur Untergattung Euphorbia, Sektion Goniostema, in der die Arten paarige und meist auffallend gefärbte Brakteen unter den Cyathien tragen, die die fehlenden Petalen der stark reduzierten Blüten nachahmen. Diese besonderen Brakteen werden „Cyathophyllen“ genannt. 

### Varietäten
Früher wurden folgende Varietäten unterschieden:
- Euphorbia milii Desmoul. var. milii
- Euphorbia milii var. bevilaniensis (Croizat) Ursch & Leandri (1955)
wächst im südlichen Madagaskar (zwischen Anosy und Adroy District) auf Gneisfelsen in Wäldern und weicht ab durch verkehrt dreieckige Blätter, Triebe mit etwa 5 mm Durchmesser und bis 1 cm lange Dornen. Nun wieder, wie in der Erstbeschreibung, eine eigene Art Euphorbia bevilaniensis.
- Euphorbia milii var. hislopii (N.E.Br.) Ursch & Leandri (1955)
wächst im zentralen Madagaskar und war zunächst nur in Kultur (als Heckenpflanze) bekannt. Später wurden Wildvorkommen im Hochland um Antananarivo entdeckt.[3] Sie ist insgesamt grober und robuster und bildet bis 2 m große Sträucher, bis 2 cm dicke Triebe, bis 15 × 5 cm große Blätter und bis sechsfach gegabelte Infloreszenzstiele. Nun wieder, wie in der Erstbeschreibung, eine eigene Art Euphorbia hislopii.
- Euphorbia milii var. imperatae (Leandri) Ursch & Leandri (1955)
wächst im Küstenwald des östlichen Madagaskars und weicht ab durch nur 50 cm große Sträucher mit nur 5 mm dicken Zweigen, eiförmige, bis 10 × 7 cm großen Blätter und nur ein- bis zweifach gegabelte, kurze Infloreszenzstiele. 2021 zur Art Euphorbia imperatae hochgestuft.
- Euphorbia milii var. longifolia Rauh (1967)
wächst im zentralen Madagaskar auf Granitfelsen und weicht ab durch vorwiegend basale Verzweigung, schlaffe, bis 2 cm dicke Zweige, linealische, bis 20 × 1 cm große Blätter und gelbe Cyathophyllen. Durch die Castillons als eigene Art Euphorbia betrokana J.-P.Castillon & J.-B.Castillon beschrieben (da schon mehrere andere Botaniker eine Euphorbia longifolia beschrieben hatten, mussten sie einen Ersatznamen vergeben).
- Euphorbia milii var. roseana Marn.-Lap. (1962)
wächst im zentralen bis südlichen Madagaskar (bei Sakaraha) in Wäldern und weicht ab durch ziemlich aufrechte Zweige, lanzettliche, bis 9 × 2,5 cm große Blätter, zweifach gegabelte Infloreszenzstiele und weißlich gelbe Cyathophyllen. Nun eigene Art Euphorbia roseana.
- Euphorbia milii var. splendens (Bojer ex Hook.) Ursch & Leandri (1955)
wächst im zentralen Madagaskar und weicht ab durch bis 2 m große Sträucher, hellgrüne Blätter, zahlreiche, basal zusammengedrückte Dornen und manchmal gelbe Cyathophyllen. Die Varietät sowie zahlreiche als Varietäten von E.splendens beschriebene Sippen bilden nun eigene Arten, hier Euphorbia splendens.
- Euphorbia milii var. tananarivae (Leandri) Ursch & Leandri (1955)
wächst im zentralen Madagaskar und ist nur in Kultur (als Heckenpflanze) bekannt. Sie weicht ab durch bis 2 m große Sträucher, bis 3 cm dicke Zweige und bis 8 × 10 mm große, gelbe, rot gerandete Cyathophyllen. Seit 2021 eigene Art Euphorbia tananarivae.
- Euphorbia milii var. tenuispina Rauh & Razaf. (1991)
wächst im südlichen Madagaskar (in den Bergen um Ihosy und Isalo) und weicht ab durch einen an der Basis verdickten, knolligen Stamm und sehr schlanke Dornen. Seit 2020 eigene Art Euphorbia tenuispina
- Euphorbia milii var. tulearensis Ursch & Leandri (1955)
. Wurde mit Euphorbia tenuispina synonymisiert.
- Euphorbia milii var. vulcanii (Leandri) Ursch & Leandri (1955)
Wurde mit Euphorbia hislopii synonymisiert.

## Hybriden

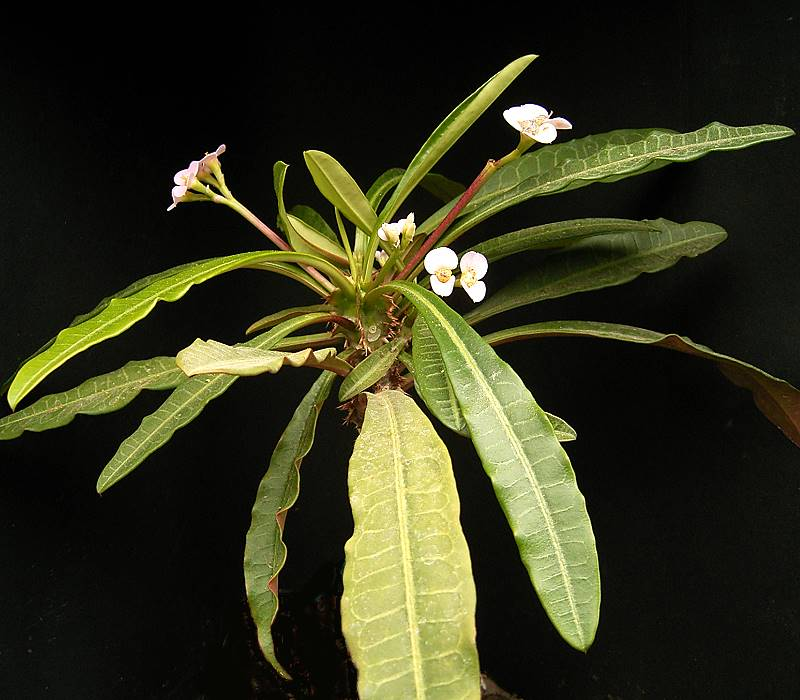
Euphorbia lophogona ist der häufigste Hybridisierungspartner

Die meisten im Handel erhältlichen Zuchtformen gehen auf Hybriden von Euphorbia milii (sensu lato) mit Euphorbia lophogona zurück, botanisch Euphorbia × lomi genannt.
Die ersten Berichte über solche Hybriden stammen von Franklin Crosby aus Malibu, Kalifornien, USA (1960) und Harry Hall aus Kirstenbosch, Südafrika (1961). Diese als „Kalifornische Hybriden“ bekannten Sorten tragen unterbrochene Dornenreihen, die einen Kompromiss zwischen den paarigen Dornen von Euphorbia milii und den durchgehenden Dornenreihen von Euphorbia lophogona darstellen. 
Die von Werner Rauh etwa 50 km nördlich von Tolagnaro (Fort Dauphin) gefundenen natürlichen Hybriden zwischen Euphorbia milii und Euphorbia lophogona stellen eine weitere Gruppe dar, die als "Heidelberger Hybriden" bekannt ist. Rauh beschrieb sie formell als Euphorbia ×lomi, wobei die jeweils erste Silbe des elterlichen Namens, (lophogona, milii) den neuen Namen ergab. Im Vergleich zu den „Kalifornischen Hybriden“ haben die Heidelberger Hybriden dünnere Stämme und  kleinere aber dickere Blätter.
Eine dritte Gruppe bilden die aus Thailand stammenden Hybriden. Ihr Ursprung ist unbekannt, doch liegt wegen ihrer besonders großen Cyathophyllen die Vermutung nahe, dass ein Elternteil Euphorbia milii var. tananarivae ist. In Thailand und anderen asiatischen Staaten gelten die als „Poysean Hybriden“ bekannten Sorten als Glücksbringer, was zu viel züchterischem Eifer und einer weiten Verbreitung der Pflanzen führte.
Da alle Arten der Sektion Goniostema miteinander kreuzbar sind, finden sich im Handel inzwischen auch Hybriden von Euphorbia milii mit einem anderen Elternteil als Euphorbia lophogona. Eine von Nathan Wong von den Honolulu Botanical Gardens stammende Hybride Euphorbia milii × Euphorbia decaryi var. spirosticha wurde zuerst 1999 im Grigsby's Katalog (USA) angeboten und zu Ehren des Schöpfers Euphorbia 'Nat Wong' genannt. Eine weitere Kreuzung Nathan Wongs, Euphorbia milii × Euphorbia moratii, besticht durch ihre ungewöhnlich marmorierten Blätter und heißt Euphorbia 'Hawaii'. Erst seit kurzer Zeit im Handel ist Euphorbia 'Honkeytonk', eine Hybride Euphorbia milii × Euphorbia didiereoides mit orangefarbenen Cyathophyllen.
Thomas Haevermans und Wilbert Hetterscheid raten davon ab, für die aus Hybriden entsandenen Kultivare überhaupt Artnamen zu verwenden. Für Kultivare sei ein Gattungsname, gefolgt von einer Sortenbezeichnung, ausreichend. In den meisten Fällen sei unklar, auf welche Hybride welcher Wildarten ein Kultivar zurückgehe.

## Galerie
Hybriden

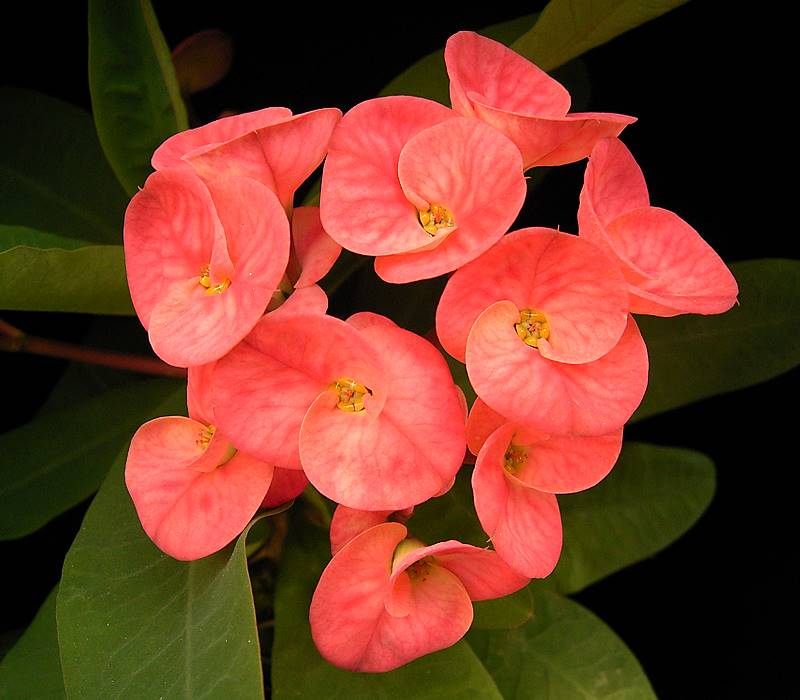
Euphorbia 'Siraya' ist eine typische Poysean Hybride
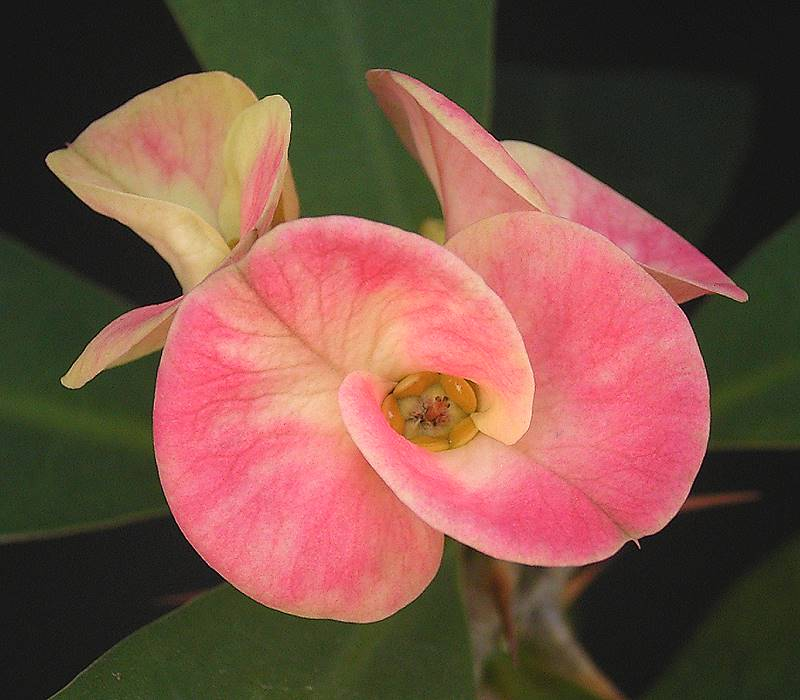
Euphorbia 'Siraya': Die Cyathophyllen sind im Winter blass
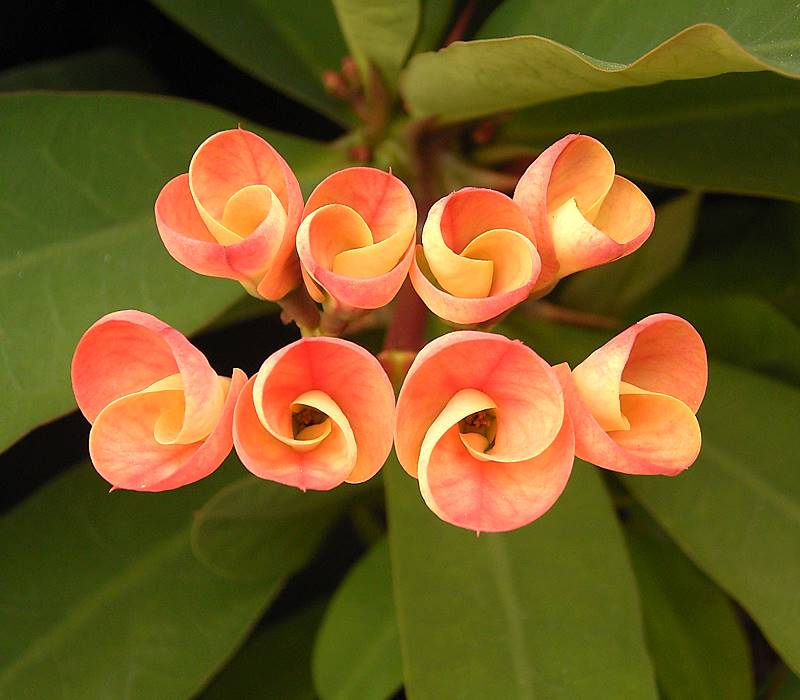
Euphorbia 'Siraya': Sich öffnende Knospen
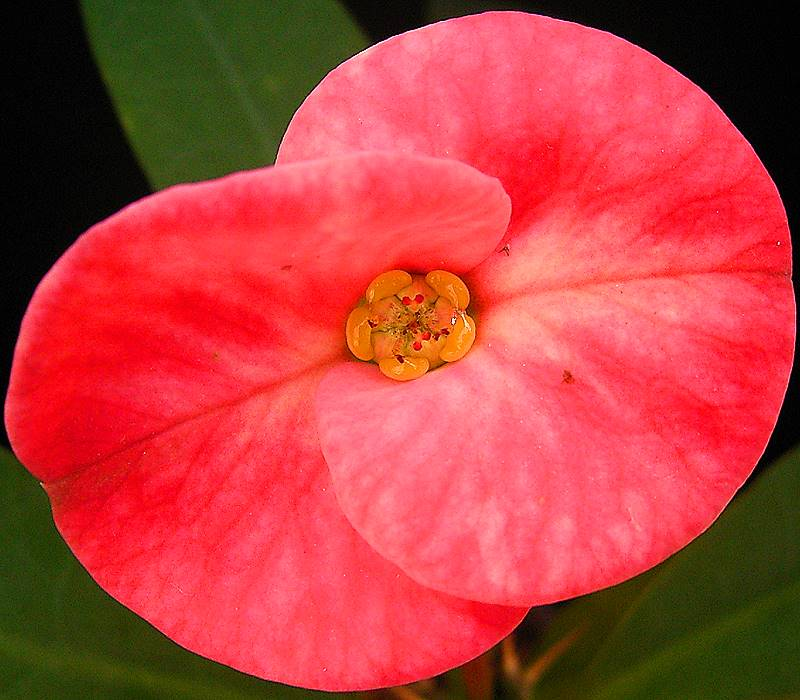
Euphorbia 'Siraya': Das Cyathophyllenpaar erreicht einen Durchmesser von 6 cm.
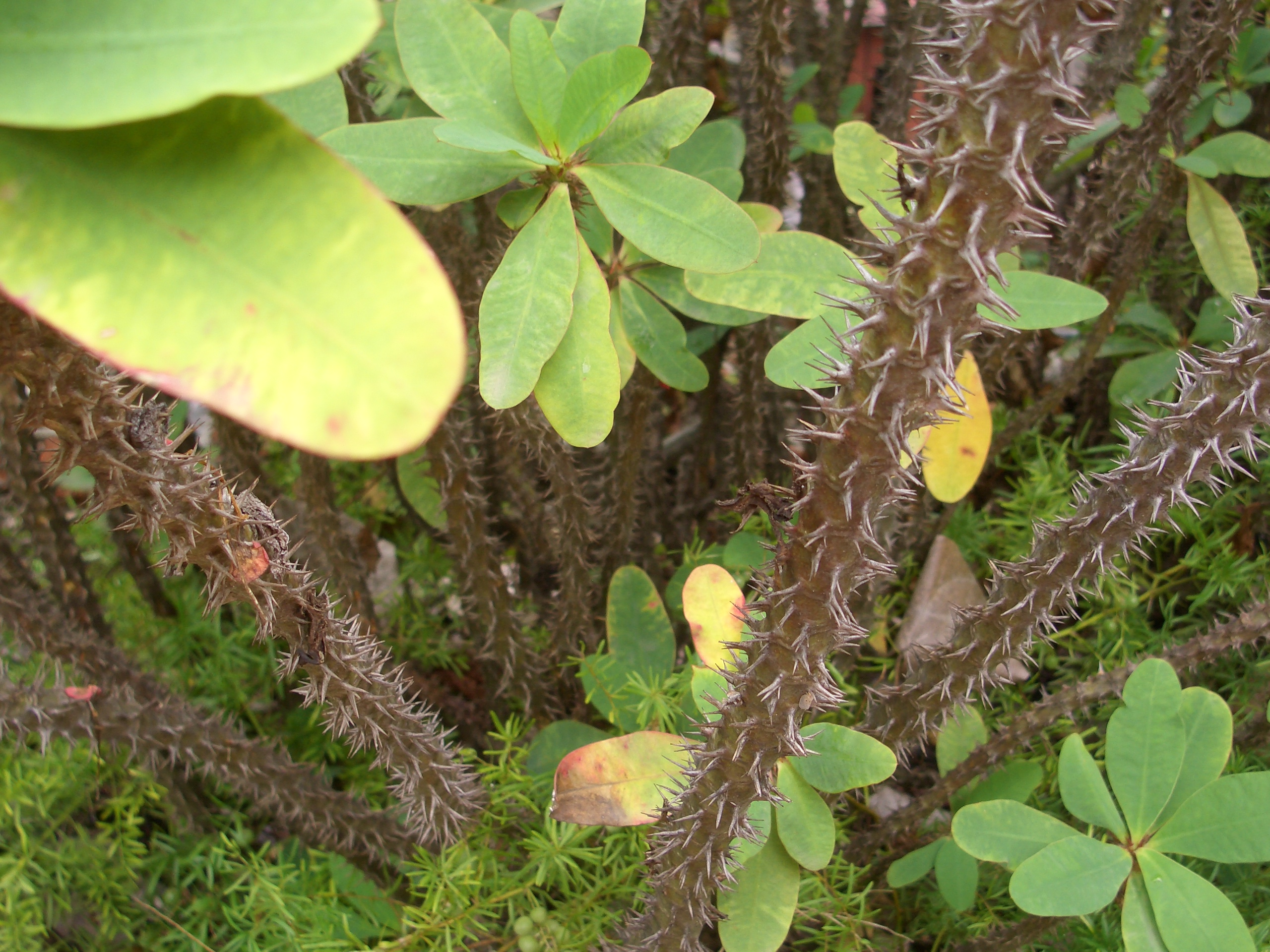
Dornige Zweige
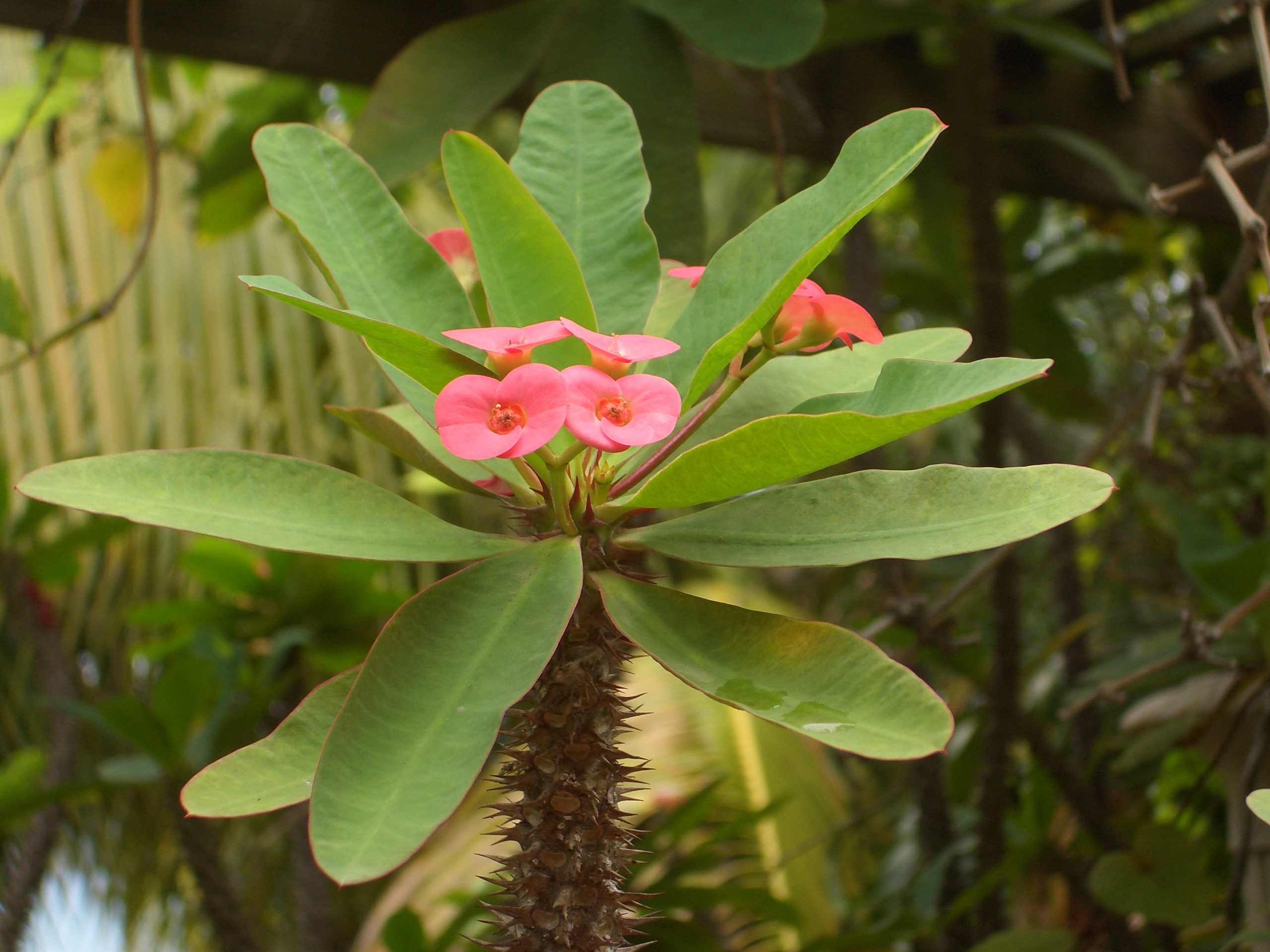
Blütenstand
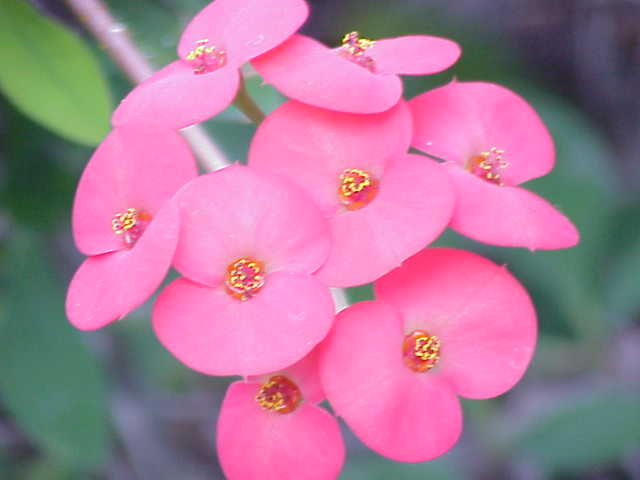
Pinkfarbene Cyathophyllen
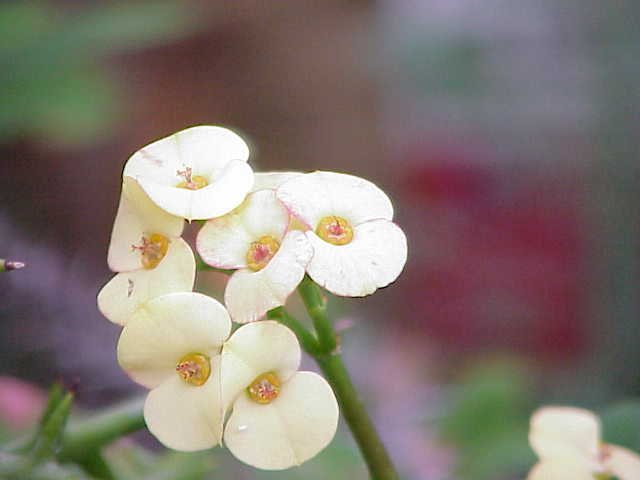
Fast weiße Cyathophyllen
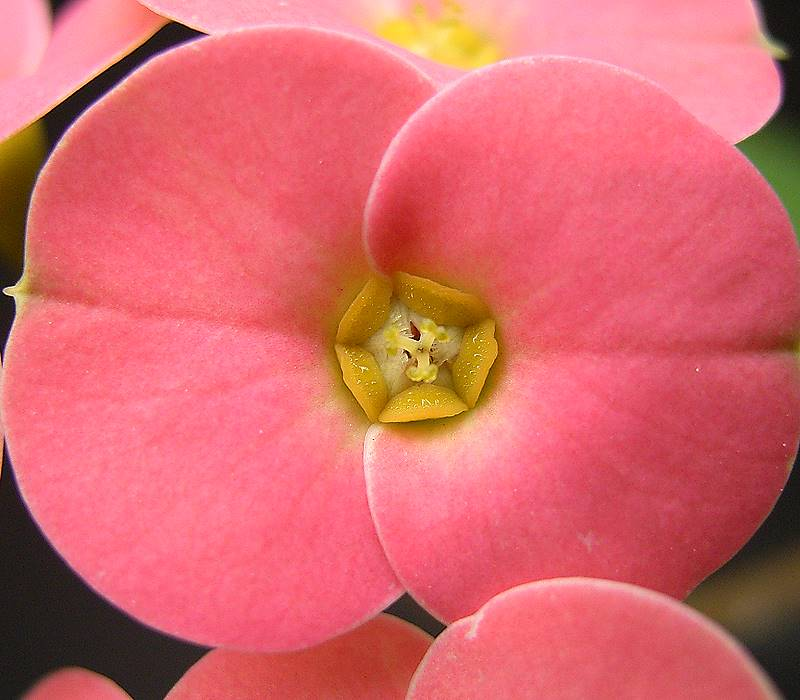
Rote Cyathophyllen
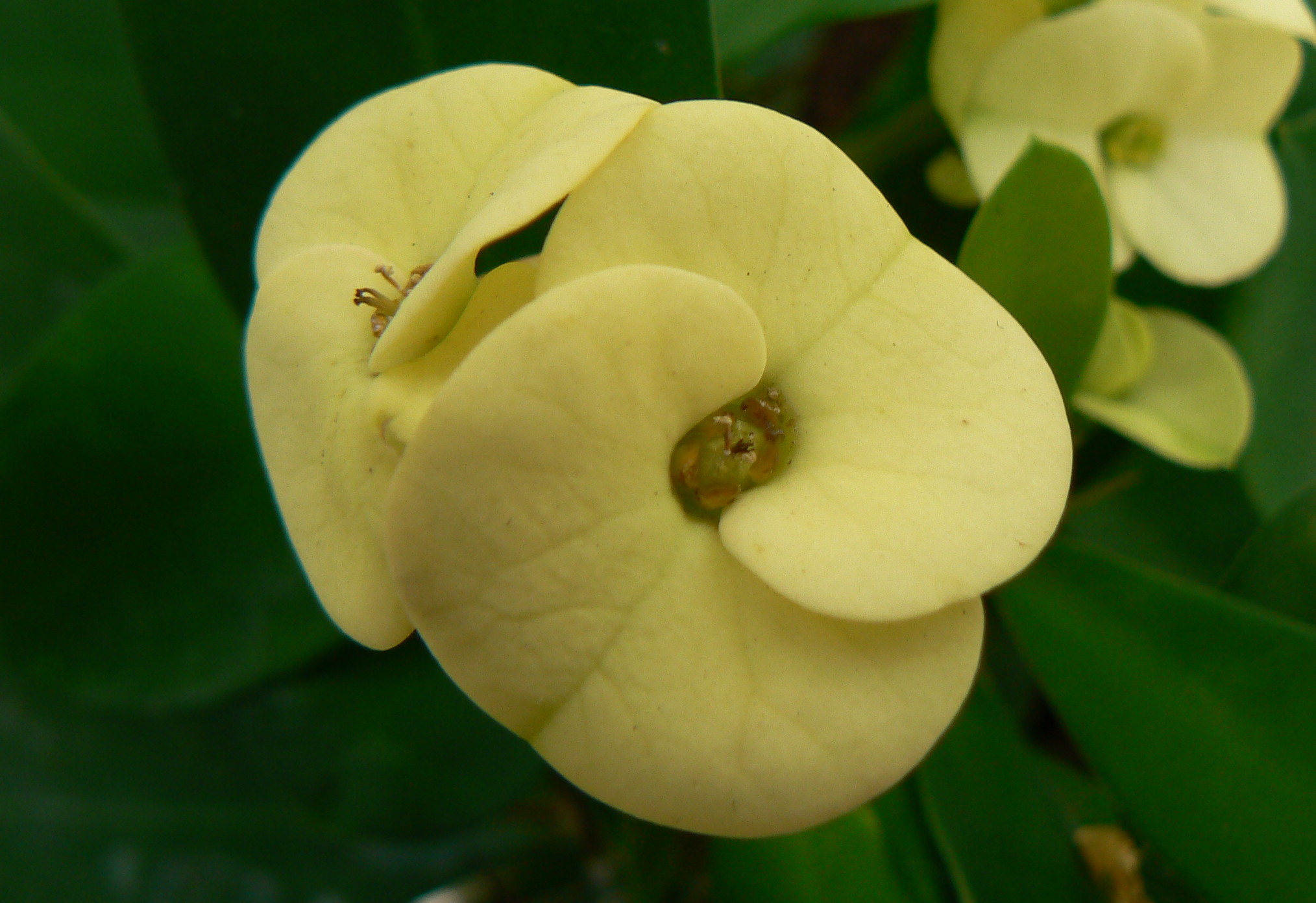
Gelbe Cyathophyllen
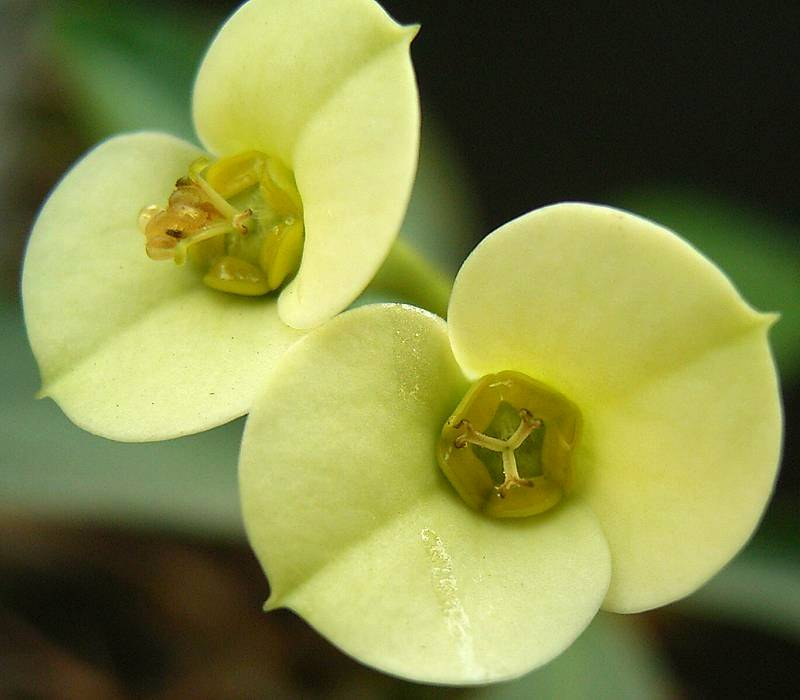
Gelbe Cyathophyllen
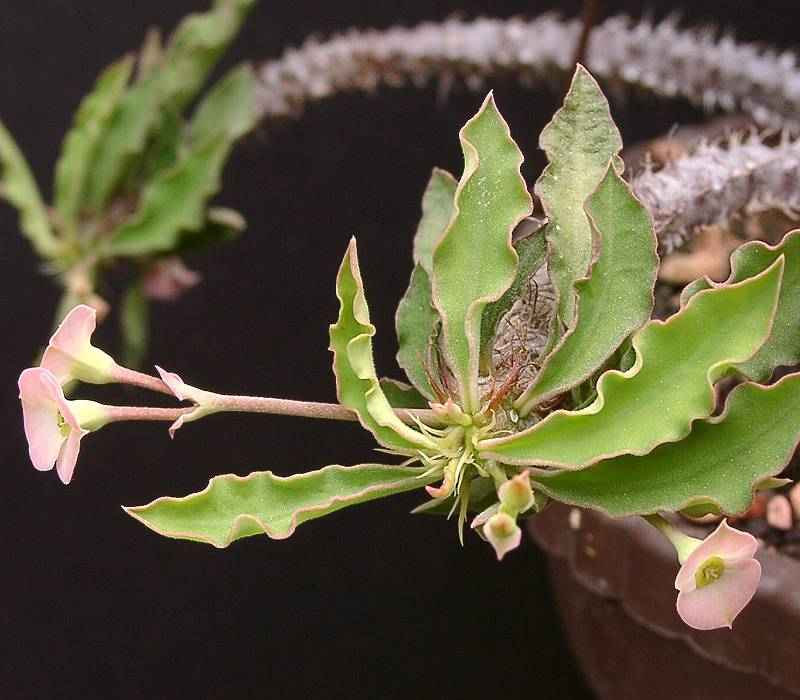
Euphorbia 'Nat Wong'
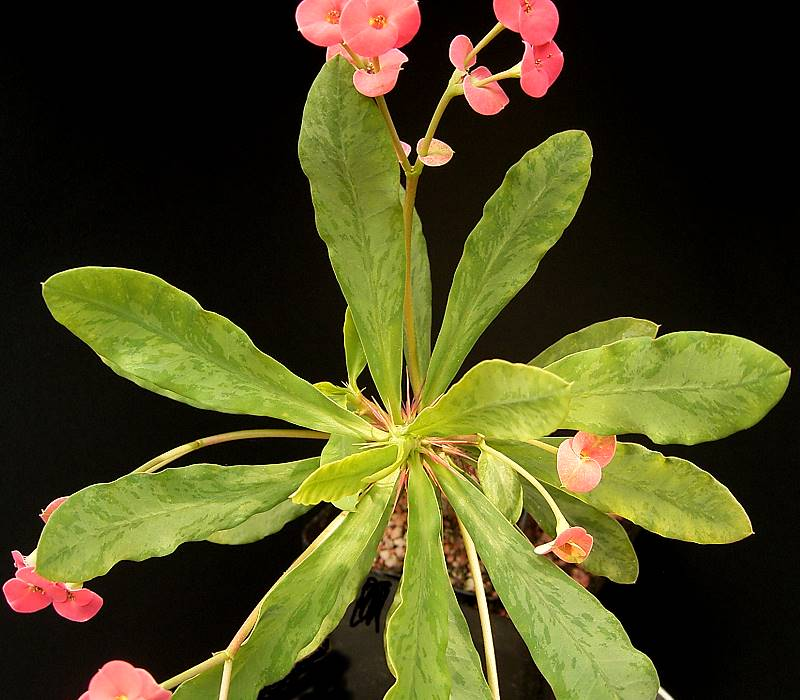
Euphorbia 'Hawaii'
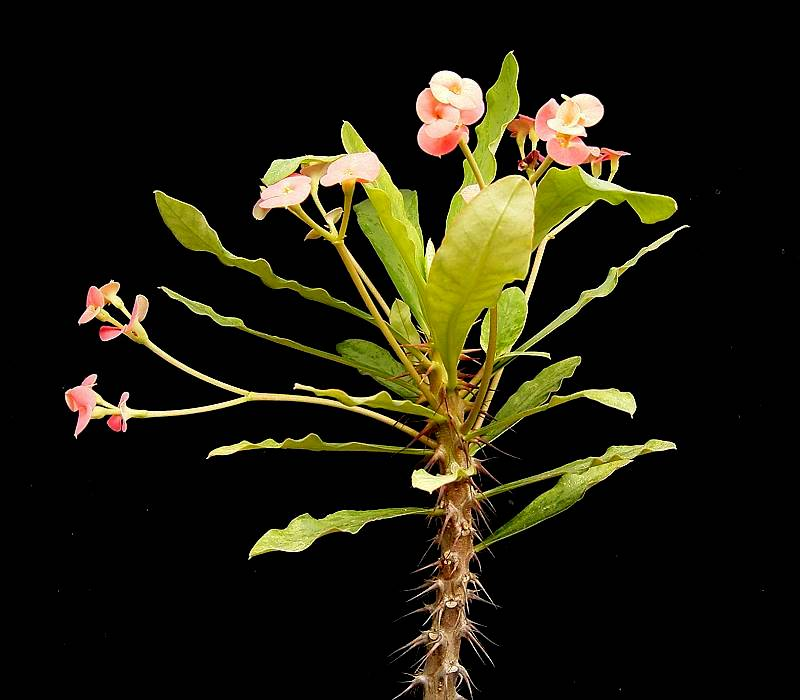
Euphorbia 'Hawaii'
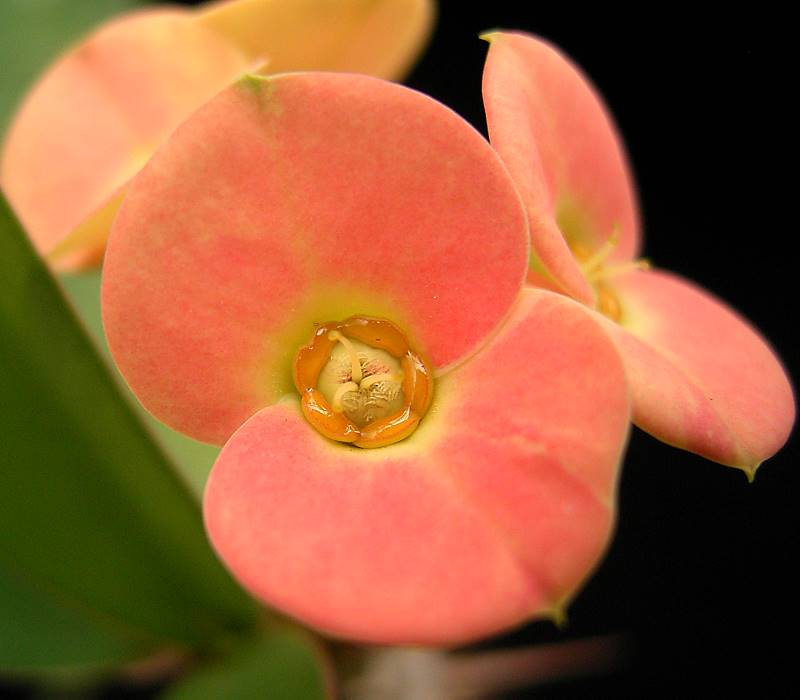
Euphorbia 'Honkeytonk'